# Sans laisser d'adresse (roman)
Pour les articles homonymes, voir Sans laisser d'adresse.
Sans laisser d'adresse (Long Lost) est un roman policier américain de Harlan Coben publié en 2009. Il s'agit du neuvième titre dont Myron Bolitar est le héros.
Le roman est traduit en français en 2010.

## Résumé
Le couple de Myron Bolitar bat de l'aile. Recevant un appel à l'aide de Terese Collins, une ancienne liaison qui l'a quitté des années auparavant, l'agent sportif part la rejoindre à Paris.
Entre Londres, Paris et New York, Myron va alors découvrir comment le lourd passé de son ancienne amante s'est retrouvé lié à une opération du Mossad et intéresse Interpol.

## Personnages
- Myron Bolitar : agent sportif et fondateur de MB Sports, devenu MB Reps depuis qu'ils ont commencé à travailler avec les acteurs de cinéma, est un ancien basketteur de haut niveau. Il a dû mettre un terme à sa carrière à la suite d'une blessure au genou. Ancien agent du FBI, il est spécialiste des arts martiaux.

- Windsor Horne Lockwood : 3e du nom surnommé « Win » : ami depuis l'université avec Myron. Ils font équipe pour les enquêtes. Féru d'arts martiaux, au tempérament glacial, il aime la justice et peut se montrer violent envers ceux qui ne la respectent pas.

- Esperanza Diaz : ancienne catcheuse professionnelle sous le nom de « Petite Pocahontas », d'origine hispanique, elle est petite et athlétique. Elle vient de se marier avec le père de son enfant. Elle est l'associée de Myron.

- Big Cyndi : amie de Esperenza, ancienne catcheuse professionnelle sous le nom de « Big Chief Mama ». Un mètre quatre-vingt dix pour cent cinquante kilos. Elle aide au secrétariat quand Esperanza est débordée.

- Terese Collins : présentatrice du journal télévisé, elle a sombré dans la dépression à la suite d'un drame personnel. C'est alors qu'elle a rencontré Myron et ils se sont consolés ensemble.

- Inspecteur Berléand : agent de la Police Judiciaire à Paris, la présence de l'agent dans la capitale française l'intrigue.